# BNO News
BNO News B.V. is een Nederlands persbureau, gevestigd in Tilburg. Tot 1 december 2009 had het een populair Twitter-account dat bijna 1,5 miljoen volgers had tot het werd overgenomen door MSNBC.
BNO News is opgericht door Michael van Poppel. In november 2009 maakte het bedrijf bekend dat het een persdienst ging aanbieden aan mediabedrijven.
Het bedrijf maakte toen ook bekend dat de Twitter-dienst zou worden overgenomen door de Amerikaanse nieuwszender MSNBC vanaf 1 december 2009. De dienst werd gerund door journalisten uit Nederland, Ierland, Mexico en de Verenigde Staten.
De Amerikaanse nieuwszender MSNBC was de eerste klant van de nieuwe persdienst. Later maakte het bedrijf ook bekend dat een nieuwsdienst uit Bangkok, Thaindian News, klant werd van de persdienst. 
Van Poppel zei in december 2009 in gesprek te zijn met andere grote mediabedrijven die geïnteresseerd zijn in de dienst.
In 2009 lanceerde het bedrijf ook een iPhone-applicatie, die nog steeds beschikbaar is. BNO News zei dat de applicatie niet onderdeel van de deal met MSNBC is.
BNO News maakte bekend dat de nieuwe persdienst vanaf januari 2010 beschikbaar zou zijn.
Op 7 september 2007 wist het bedrijf een videotape van Osama bin Laden te bemachtigen, en verkocht het aan het persbureau Reuters.